# NGC 6322
NGC 6322 ist die Bezeichnung eines offenen Sternhaufens im Sternbild Skorpion. NGC 6322 hat einen Durchmesser von 5’ und eine scheinbare Helligkeit von 6,0 mag. Das Objekt wurde am 1. Juni 1834 von John Herschel entdeckt.